# مگس‌های توده
مگس‌های توده (نام علمی: Cordylobia) یک سرده مگس از تیره مگس‌های مردار و کالبد است. لاروهای مگس‌های توده به صورت انگل در پستانداران علی‌الخصوص جوندگان رشد می‌کنند. مگس تومبو که خود نیز از سرده مگس‌های توده به‌شمار می‌آید، انگل انسان در دوران لارو است. مگس‌های بالغ از میوه‌ها، سبزیجات و مدفوع حیوانات تغذیه می‌کنند و در فصل مرطوب بیشترین فراوانی را دارند. عمده فعالیت آنها به مثابه حشرات استوایی در صبح و عصر است. گونه‌های مگس توده عمدتاً در آفریقا محدود و یافت می‌شوند اما به علت حمل و نقل انسان‌ها و مسافران در مکان‌های غیربومی نیز مشاهده شده‌اند.